# Montero (companie)
Montero este o companie de distribuție de produse farmaceutice din România. Compania a fost înființată în 1993, ca societate mixtă româno-slovenă, acționarii principali fiind Elena și Radu Tudorache din România și Ludvik Glavina din Slovenia; în același an, participația familiei Tudorache a devenit majoritară.
Montero activează în distribuția de medicamente, de parafarmaceutice, servicii logistice pentru producători, promovare medicală și servicii pentru farmacii.
Din anul 2007, compania face parte din Newarch Investments, care reprezintă toate participațiile familiei Tudorache în afaceri. Din grupul Newarch Investments fac parte și farmaciile Remedio.
În aprilie 2007, Montero achiziționat distribuitorul Tamisa Trading,
de la omul de afaceri Anthony Trevor Gibbs.
Tamisa Trading a terminat anul 2005 cu afaceri de 31,3 milioane euro.
Cifra de afaceri:
- 2006: 55 milioane euro[1]
- 2005: 41 milioane euro[2]